# 锋面雨

## 概述
在冷空氣與暖空氣的交界面，冷空氣快速切入暖空氣下方，迫使暖空氣迅速爬升，遇冷凝結成雨（或雪）；暖鋒的降雨原理：在冷暖空氣交界面，冷空氣開始撤離，暖空氣則順勢緩緩爬升至冷空氣上方，冷凝成雨；靜止鋒的降雨原理：冷空氣與暖空氣勢力相當，遂在交界處形成大範圍的降雨帶；囚錮鋒的降雨型態則較為複雜，端看屬於哪種囚錮鋒（冷鋒型囚錮、暖鋒型囚錮、中性囚錮）而定。
冷鋒通常會在鋒面通過後降雨，降雨時間較短（半天-2天），有時會出現強度較強的暴雨或雷雨；暖鋒則通常在鋒面前方降雨，降雨時間略長（可能延續數天）；靜止鋒（滯留鋒）的降雨常可持續多日、甚至達兩週左右，有時細雨霏霏，有時伴隨雷雨胞而帶來強陣雨。
許多地區極為依賴鋒面雨。對東歐與俄羅斯西部等溫帶大陸型氣候地區而言，夏季通過的大西洋鋒面系統是重要的降水來源；對中國大陆中部、台灣中南部而言，滯留鋒（也就是俗稱的梅雨，通常在5、6月發生）亦是一大降雨來源。